# 36a Brigada Mixta (Exèrcit Popular de la República)
La 36a Brigada Mixta va ser una de les Brigades Mixtes creades per l'Exèrcit Popular de la República per a la defensa de la Segona República Espanyola durant la Guerra Civil Espanyola.

## Historial
La brigada es va formar l'1 de gener de 1937 en el front de Madrid a partir de l'antiga columna Prada i va quedar integrada en la 4a Divisió del II Cos d'Exèrcit, cobrint el front d'Usera. El seu primer comandant fou el major de milícies Justo López de la Fuente, que anteriorment havia comandat el famós "Batalló Acer" del 5è Regiment.
A pesar que el comandament franquista va decidir no assaltar Madrid, Usera continuava sent un front "calent". La 36a BM va aconseguir rebutjar dos atacs rebels contra les seves línies que es van produir en els dies 13 i 15 de gener, i novament durant els dies 25 i 28 d'aquest mateix mes. Durant els següents mesos sota el comandament de Justo López es va emprendre una important labor de fortificació a Usera. A partir del 20 de febrer començaran els combats pel control de diverses posicions clau del front: «Casa Derruida», «Trinchera de la Muerte» i «Vértice Basurero». Els combats de posicions i trinxeres tornaran a reproduir-se el 23 de març, el 7 de maig, i durant el mes de juliol. Però davant els contraatacs de la 36a BM, el 28 de setembre les forces franquistes van haver de retirar-se d'aquestes posicions conquistades, que van ser definitivament ocupades per la brigada. Posteriorment va passar a quedar agregada a la 65a Divisió.
Al juny de 1938, la 36a Brigada Mixta va ser enquadrada en la 53a Divisió del XX Cos d'Exèrcit i es va dirigir al capdavant de Llevant, on arribaria el 28 de juny. Al començament de juliol les forces de la 53a Divisió no van aconseguir resistir la pressió enemiga i van haver de retirar-se de Nules i la Vilavella, aconseguint establir noves posicions defensives a l'altura de la Vall d'Uixó i Alfondeguilla. Van aconseguir resistir tots els assalts de l'enemic fins al 21 de juliol, moment en què l'Ofensiva de Llevant va quedar definitivament detinguda. Entre el 7 i el 10 de novembre la brigada va participar en un fallit atac sobre Nules i Castelló, després de la qual cosa no tornaria a intervenir en cap altra operació fins al final de la contesa, quedant-se en aquest front.

## Túnel de la mort d'Usera
Després del final de la contesa i l'entrada de l'Exèrcit franquista a Madrid, al barri d'Usera es va trobar una fossa comuna amb diverses desenes de cadàvers. La posterior Causa General franquista va considerar que havien estat oficials i membres de la 36a Brigada Mixta els responsables d'aquestes execucions extrajudicials. En qualsevol cas, l'episodi del «Túnel de la mort» d'Usera ha estat escassament estudiat pels especialistes i historiadors, i no es coneixen realment les seves veritables implicacions o circumstàncies. Durant la postguerra alguns membres de la brigada considerats responsables o partícips dels assassinats van ser jutjats i executats. El propi Justo López de la Fuente va ser detingut per la policia franquista en una batuda de 1964 i condemnat a llargues penes de presó, morint a la presó per un càncer.

## Comandaments
Comandants
- Major de milícies Justo López de la Fuente
- Capità de milícies Ramón Sánchez López

Comissaris
- Ricardo López Pereda;
- Eladio López Poveda, del PCE;[9]